# Subcelularna lokalizacija
Ćelije eukariotskih organizama su izdeljene u složene funkcionalno različite membranski vezane komore. U važne konstituente se ubrajaju: citoplazma, jedro, mitohondrija, Goldžijev aparat, endoplazmatični retikulum (ER), peroksizom, vakuole citoskelet, nukleoplazma, nucleolus, jedreni matriks i ribozomi.
Bakterije takođe imaju subcelularne lokalizacije koje se mogu odvojiti nakon ćelijske frakcionacije. Najšire zastupljena lokalizacija je citoplazmatična membrana (ona se naziva unutrašnjom membranom kod Gram-negativnih bakterija), ćelijskim zidom (koji je obično deblji kod Gram-pozitivnih bakterija) i ekstracelularna sredina. Većina Gram-negativnih bakterija takođe sadrži spoljašnju membranu i periplazmatični prostor. Za razliku od eukariota, većina bakterija ne sadrži membranom-vezane organele, međutim postoje neki izuzeci (npr. magnetosomi).